# 아다마와우방기어군
아다마와-우방기어군(Adamawa-Ubangi languages)은 중앙아프리카 등지에서 사용되는 언어들의 지리적 묶음이다. 단일 계통으로서의 성립은 현재 입증되지 않은 것으로 여겨진다.

## 역사
조지프 그린버그의 "The Languages of Africa" (1963)에서 니제르콩고어족의 일차 분파로서 제안하였으며, 아다마와어군과 우방기어군으로 이루어졌다. Kleinewillinghöfer (2014)는 아다마와어군이 구르어군(Gur)과 가깝다고 믿으나, 두 언어군 모두 성립 여부에 논란이 있다. 로저 블렌치는 이를 사바나어군의 하위 언어군으로 분류했다.

## 분류
- 아다마와어군(Adamawa)
- 우방기어군(Ubangi)